# Нимчинский, Руслан Михайлович
Руслан Михайлович Нимчинский (укр. Руслан Михайлович Німчинський; род. 9 мая 1973, Виньковцы, Виньковецкий район, Хмельницкая область, Украинская ССР, СССР) — украинский дипломат. Временный поверенный в делах Украины в России (2015—2019). Директор Департамента международной безопасности МИД Украины (с 2019). С 12 августа 2020 по 21 июля 2025 года — чрезвычайный и полномочный посол Украины в Республике Кипр.

## Биография
Родился 9 мая 1973 года в посёлке городского типа Виньковцы Хмельницкой области.
В 1995 году окончил Институт международных отношений Киевского национального университета имени Тараса Шевченко.
Третий секретарь Миссии Украины при НАТО.
Первый секретарь Управления контроля над вооружением и военно-технического сотрудничества Министерства иностранных дел Украины, член делегации Украины на третью Конференцию по содействию вступлению в силу Договора о всеобъемлющем запрещении ядерных испытаний.
Начальник отдела департамента контроля над вооружением и военно-технического сотрудничества МИД Украины, член межведомственной рабочей группы по разработке проекта Государственной программы противоминной деятельности.
Начальник отдела управления контроля над вооружениями и военно-технического сотрудничества Министерства иностранных дел Украины, член делегации Украины на VII Конференции по рассмотрению действия Договора о нераспространении ядерного оружия.
Директор Департамента контроля над вооружением и военно-технического сотрудничества Министерства иностранных дел Украины, глава делегации Украины для участия в Ежегодной встрече государств — участников Конвенции о запрещении разработки, производства и накопления запасов бактериологического (биологического) и токсинного оружия и об их уничтожении.
Исполняющий обязанности директора Департамента контроля над вооружением и военно-технического сотрудничества Министерства иностранных дел Украины, заместитель главы делегации Украины для участия в работе 66-й сессии Генеральной Ассамблеи ООН.
Заместитель директора Департамента международной безопасности и разоружения Министерства иностранных дел Украины, заместитель главы делегации Украины для участия в заседании Украинско-американской рабочей группы по вопросам нераспространения и экспортного контроля.
Советник-посланник Посольства Украины в Российской Федерации, заместитель председателя Миссии. С 2015 по 2019 год — временный поверенный в делах Украины в Российской Федерации.
С 12 августа 2020 по 21 июля 2025 года — чрезвычайный и полномочный посол Украины в Республике Кипр.
Владеет английским и французским языками.

## Личная жизнь
Женат.

## Дипломатический ранг
- Чрезвычайный и полномочный посланник первого класса[10].
- Чрезвычайный и полномочный посол (2021)[11].